# جین پورتر
جین پورتر (انگلیسی: Jean Porter؛ ۸ دسامبر ۱۹۲۲ – ۱۳ ژانویهٔ ۲۰۱۸) یک هنرپیشه اهل ایالات متحده آمریکا بود.
از فیلم‌ها یا برنامه‌های تلویزیونی که وی در آن نقش داشته‌است می‌توان به دست چپ خدا، ماجراهای تام سایر و دره سن فرناندو اشاره کرد.